# 大古清
大古清（おおこ きよし 1942年12月23日 - ）は日本のプロゴルファーである。
ティーチングプロ・小松原三夫の一番弟子として、中高年を中心として全国約10万人ものアマチュアゴルファーを指導した
競技にも出場し、1992年の日本シニアオープンゴルフ選手権競技で決勝ラウンドに出場し61位、1993年・1995年は予選落ちを経験している。

## 出演番組
- 小松原三夫のゴルフ道場（師範代）